# Guillermo Escalada
Guillermo Escalada Píriz (1936. április 24. – 2023. június 21.) uruguayi válogatott labdarúgó.
Az uruguayi válogatott tagjaként részt vett az 1962-es világbajnokságon, illetve az 1955-ös, az 1956-os, 1959-es argentin és az 1959-es ecuadori Dél-amerikai bajnokságon.

## Sikerei, díjai
Nacional
- Uruguayi bajnok (3): 1955, 1956, 1957

Uruguay
- U19-es Dél-amerikai bajnok (1): 1954
- Dél-amerikai bajnok (2): 1956, 1959 (Ecuador)